# Marcel Schützenberger

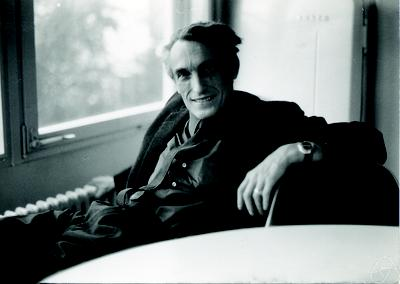
Marcel Schützenberger

Marcel-Paul Schützenberger, auch Marco Schützenberger, (* 24. Oktober 1920 in Paris; † 29. Juli 1996 ebenda) war ein französischer Mathematiker.

## Leben
Schützenbergers Familie kam aus dem Elsass, ging aber nach dem Deutsch-Französischen Krieg 1870/71 nach Frankreich. Zu seinen Vorfahren zählte der Chemiker Paul Schützenberger. Schützenberger studierte Medizin und Mathematik in Paris. 1943 erfolgte seine erste mathematische Veröffentlichung über Dedekindringe. 1943 bis zur Befreiung von Paris 1944 war er Teil der Forces françaises libres von Charles de Gaulle.
Nach dem Krieg setzte er sein Medizinstudium fort und wurde 1948 in Medizin promoviert. Gleichzeitig setzte er seine mathematischen Veröffentlichungen fort, z. B. über Statistik, die er auch bei seinen Forschungen in der Medizin anwandte. 1948 bis 1953 war er am Nationalen Institut für Hygiene, wo er Teil des Teams war, das die Trisomie entdeckte. 1953 wurde er in Paris in Mathematik promoviert mit einer Arbeit über die Kommunikationstheorie von Claude Shannon. Er forschte ab 1953 für das CNRS und arbeitete 1956 im Labor für Elektronik am Massachusetts Institute of Technology, an dem Shannon 1956/57 Gastprofessor war. 1957 bis 1963 war er Professor an der Universität Poitiers und 1961/62 Dozent in der medizinischen Fakultät der Harvard University. 1963 wurde er Forschungsdirektor des CNRS und 1964 Professor an der Sorbonne. 1970 wechselte er an die Universität Paris VII (Denis Diderot), wo er den Rest seiner Karriere blieb.
Schützenberger veröffentlichte über viele mathematische Gebiete, zum Beispiel in Kombinatorik (wie Young-Tableau), Algebra (Halbgruppen, Verbände u. a.), Informatik (u. a. Automatentheorie) und Statistik. In der Algebraischen Kombinatorik veröffentlichte er viel mit Alain Lascoux.
Der Satz von Chomsky-Schützenberger (1963, zusätzlich nach Noam Chomsky benannt) sagt aus, dass jeder kontextfreien Sprache eine einfache Dyck-Sprache entspricht.
Mit seinem Freund David Berlinski entwickelte Schützenberger eine mathematische Kritik der darwinistischen Evolutionstheorie, der zufolge die Artbildung durch zufällige Mutationen weitaus mehr Zeit benötige, als zur Verfügung stehe.
Schützenberger war Mitglied der französischen Académie des sciences (seit 1988) und der American Academy of Arts and Sciences (seit 1993) und Träger zahlreicher anderer Auszeichnungen.
Er und eine Gruppe seiner Schüler publizierte unter dem Pseudonym M. Lothaire (unter anderem Applied Combinatorics on Words, Cambridge University Press 2005).

## Schriften
- mit Dominique Foata: Théorie géométrique des polynômes eulériens, Lecture Notes in Mathematics 180, Springer Verlag 1970
- mit Alain Connes und André Lichnerowicz: Triangle of Thought, American Mathematical Society 2001